# Concert per a piano núm. 3 (Beethoven)
El Concert per a piano núm. 3 en do menor, op. 37, va ser compost per Ludwig van Beethoven el 1800, i estrenat el 5 d'abril de 1803 al Theater an der Wien de Viena amb el compositor com a solista. Durant aquest mateix concert també es van estrenar la Segona Simfonia i l'oratori Crist en el Mont de les Oliveres. Alguns musicòlegs contemporanis qüestionen que el concert va ser compost l'any 1800. Va ser publicat el 1804. La composició va ser dedicada al príncep Lluís Ferran de Prússia. El concert està escrit per a 2 flautes, 2 oboès, 2 clarinets en si bemoll, 2 fagots, 2 trompes en mi bemoll, 2 trompetes en do, timbales, cordes i piano solista.

## Moviments

### Allegro con brio
Aquest moviment consta de les parts següents:
- Exposició orquestral: el tema és introduït per les cordes, i s'utilitza en tot el moviment. Es desenvolupa diverses vegades. A la tercera secció, el clarinet presenta el segon tema principal, que està en la clau principal relativa, mi bemoll major.

- Segona exposició: el piano entra amb un motiu escala ascendent. L'estructura de l'exposició al piano sol és similar a la de l'exposició orquestral.

- Desenvolupament: el piano entra per tocar escales similars utilitzades en l'inici de la segona exposició, aquest cop en re major en lloc de do menor. La música té un ritme generalment tranquil i relaxat.

- Recapitulació: en aquesta part, l'orquestra replanteja el tema en fortissimo, amb els instruments de vent que responen mitjançant la creació d'un acord de novena menor com en l'exposició. Per a la devolució del segon tema, es modula a la tònica major (do major). A més, es produeix una fosca transició a la cadència, canviant així immediatament de do major a do menor.

- Cadenza: és descrita com a tempestuosa i acaba amb una sèrie de trinats que calmen a pianissimo.

- Coda: s'allarga el trinat final i s'arriba fins a una setena dominant. El piano juga un seguit d'arpegis abans que la música s'acomodi a la tecla d'inici de do menor. Llavors, la música s'intensifica abans que passi un tutti, seguit pel piano que toca arpegis descendents, que passa a l'escala ascendent de la segona exposició, i finalment un final resolt en do.

### Largo
El segon moviment s'obre amb el piano sol i està en mi major. L'obertura està marcada amb instruccions detallades de pedaleig.

### Rondo-Allegro
El final és en una forma de rondó sonata. El moviment comença en do menor amb un tema agitat en el qual només toca el piano. El moviment acaba amb una coda en do major marcada com a presto.

## Característiques destacades
Es tracta d'una obra de dimensions considerables, amb intervenció d'una orquestra bastant nodrida, al llarg de tota la qual, com en els seus altres concerts per a piano, el compositor té cura en tot moment de l'equilibri i l'harmonia entre solista i conjunt acompanyant, desenvolupant amb perfecta claredat les seves idees. Es diferencia dels concerts 1 i 2 perquè té un to seriós i és d'una amplitud i qualitat incomparables.